# Finale de la Coupe d'Afrique des nations de football 2004
La finale de la Coupe d'Afrique des nations de football 2004 (CAN 2004) est un match de football organisé le 14 février 2004 au stade du 7-Novembre à Radès, près de Tunis en Tunisie, pour déterminer le vainqueur de la compétition organisée par la Confédération africaine de football. 
La Tunisie remporte le match et le titre pour la première fois de son histoire, en battant le Maroc (2-1).

## Résumé du match
Lors de la finale le 14 février 2004 au stade du 7-Novembre à Radès, devant 70 000 supporteurs, la Tunisie prend un bon départ avec une avance (1-0) après quatre minutes grâce à Mehdi Nafti centré sur Francileudo Santos, qui marque son quatrième but du tournoi. À la fin de la première mi-temps, le Maroc revient au score avec un but de Youssouf Hadji sur un ascenseur de Youssef Mokhtari. Sept minutes se passent dans la seconde mi-temps avant qu'un autre attaquant tunisien, Ziad Jaziri, donne l'avantage à son pays.
Le match se termine finalement sur le score de 2-1, donnant à la Tunisie sa première coupe d'Afrique des nations. Khaled Badra et Riadh Bouazizi soulèvent la coupe après l'avoir reçue des mains du président Zine el-Abidine Ben Ali. Les Aigles de Carthage sont la 13e sélection de l'histoire à être sacrée championne d'Afrique.
Lemerre devient aussi le premier entraîneur à remporter deux tournois continentaux différents. L'équipe nationale remporte également le prix de l'équipe nationale africaine de l'année remis par la Confédération africaine de football. La victoire donne naissance au surnom de l'équipe, les « Aigles de Carthage » et, en conséquence, le badge de l'équipe est changé pour incorporer un aigle.

## Parcours respectifs
Note : dans les résultats ci-dessous, le score du finaliste est toujours donné en premier.
| Équipe   | Pts | J | G | N | P | BP | BC | +/- |
| -------- | --- | - | - | - | - | -- | -- | --- |
| Tunisie  | 7   | 3 | 2 | 1 | 0 | 6  | 2  | +4  |
| Guinée   | 5   | 3 | 1 | 2 | 0 | 4  | 3  | +1  |
| Rwanda   | 4   | 3 | 1 | 1 | 1 | 3  | 3  | 0   |
| RD Congo | 0   | 3 | 0 | 0 | 3 | 1  | 6  | -5  |

| Équipe         | Pts | J | G | N | P | BP | BC | +/- |
| -------------- | --- | - | - | - | - | -- | -- | --- |
| Maroc          | 7   | 3 | 2 | 1 | 0 | 6  | 1  | +5  |
| Nigeria        | 6   | 3 | 2 | 0 | 1 | 6  | 2  | +4  |
| Afrique du Sud | 4   | 3 | 1 | 1 | 1 | 3  | 5  | -2  |
| Bénin          | 0   | 3 | 0 | 0 | 3 | 1  | 8  | -7  |

## Finale
| Finale                                              | Tunisie Vainqueur de la première demi-finale | 2 – 1   | Maroc Vainqueur de la seconde demi-finale | Stade du 7-Novembre, Radès | |
| 14 février 2004 · 14h30 · Historique des rencontres | ( Nafti) Santos 5e · Jaziri 52e              | (1 – 1) | 38e Mokhtari ( Hadji)                     | Spectateurs : 70 000 Arbitrage : Falla N'Doye Arbitres assistants : Ali Tomusange Brighton Mudzamiri Quatrième arbitre : Coffi Codjia | Spectateurs : 70 000 Arbitrage : Falla N'Doye Arbitres assistants : Ali Tomusange Brighton Mudzamiri Quatrième arbitre : Coffi Codjia |
| 14 février 2004 · 14h30 · Historique des rencontres | Jaziri 60e                                   | Rapport | Roumani 22e · Regragui 89e · Naybet 77e   | Spectateurs : 70 000 Arbitrage : Falla N'Doye Arbitres assistants : Ali Tomusange Brighton Mudzamiri Quatrième arbitre : Coffi Codjia | Spectateurs : 70 000 Arbitrage : Falla N'Doye Arbitres assistants : Ali Tomusange Brighton Mudzamiri Quatrième arbitre : Coffi Codjia |

| Tunisie | Maroc |

| TUNISIE :       |    |                    |     |     |
|                 |    |                    |     |     |
| GK              | 1  | Ali Boumnijel      |     |     |
| SW              | 3  | Karim Haggui       |     |     |
| RB              | 6  | Hatem Trabelsi     |     |     |
| CB              | 15 | Radhi Jaïdi        |     |     |
| LB              | 20 | José Clayton       |     |     |
| RM              | 8  | Mehdi Nafti        |     | 46e |
| CM              | 13 | Riadh Bouazizi     |     |     |
| LM              | 14 | Adel Chedli        |     |     |
| RF              | 18 | Selim Benachour    |     | 57e |
| CF              | 5  | Ziad Jaziri        | 60e | 70e |
| LF              | 11 | Francileudo Santos |     |     |
| Remplaçants :   |    |                    |     |     |
| MF              | 12 | Jawhar Mnari       |     | 46e |
| MF              | 10 | Kaïs Ghodhbane     |     | 57e |
| FW              | 7  | Imed Mhadhbi       |     | 70e |
| Sélectionneur : |    |                    |     |     |
| Roger Lemerre   |    |                    |     |     |

| MAROC :         |    |                     |        |     |
|                 |    |                     |        |     |
| GK              | 1  | Khalid Fouhami      |        |     |
| RB              | 2  | Walid Regragui      | 90e    |     |
| CB              | 3  | Akram Roumani       | 22e    | 70e |
| CB              | 4  | Abdeslam Ouaddou    |        |     |
| LB              | 5  | Talal El Karkouri   |        |     |
| DM              | 6  | Noureddine Naybet   | 77e    |     |
| CM              | 8  | Abdelkrim Kissi     | Averti |     |
| RW              | 15 | Youssef Safri       |        | 63e |
| AM              | 16 | Youssef Mokhtari    |        |     |
| LW              | 17 | Marouane Chamakh    |        |     |
| CF              | 20 | Youssouf Hadji      |        | 86e |
| Remplaçants :   |    |                     |        |     |
| FW              | 11 | Mohamed El Yaâgoubi |        | 63e |
| FW              | 7  | Jaouad Zaïri        |        | 70e |
| FW              | 9  | Nabil Baha          |        | 86e |
| Sélectionneur : |    |                     |        |     |
| Badou Zaki      |    |                     |        |     |

| Assistants : Ali Tomusange Brighton Mudzamiri |

## Résultat
| CAN 2004 : Vainqueur Tunisie 1er titre |